# Laurent Fabius
Laurent Fabius (Pariz, 20. kolovoza 1946.) francuski je političar.
Kao član francuske Socijalističke stranke (Parti socialiste) u koju je ušao 1974. godine, bio je zastupnik II. izborne jedinice departmana Seine-Maritime od 1978. do 1981., zastupnik departmana Seine-Maritime od 1986. do 1988. te zastupnik IV. izborne jedinice istog departmana u razdobljima od 1988. do 2000. i od 2002. do 2012.
Tijekom predsjedničkog mandata Françoisa Mitterranda obnašao je razne funkcije u vladi: bio je ministar proračuna od 1981. do 1983., ministar industrije i istraživanja od 1983. do 1984., a te iste godine postao je premijer. Imao je samo 37 godina kada je stupio na ovo mjesto, što ga čini najmlađim premijerom Pete Republike. Na funkciji je bio do poraza ljevice na parlamentarnim izborima 1986. godine.
Nakon ponovnog izbora predsjednika Miterranda i pobjede ljevice na parlamentarnim izborima, zastupnici su ga 1988. izabrali za predsjednika francuske Nacionalne skupštine. Ovu je funkciju obnašao do 1992. kada je na kongresu u Bordeauxu imenovan prvim tajnikom Socijalističke stranke. Mjesto prvog tajnika napustio je nakon godinu dana kada je ljevica izgubila izbore. Od 1995. do 1997. godine bio je predsjednik kluba zastupnika socijalista u Nacionalnoj skupštini. 
Zahvaljujući pobjedi lijeve koalicije na parlamentarnim izborima 1997., ponovno je imenovan predsjednikom Nacionalne skupštine. Tri godine kasnije, točnije 2000., imenovan je ministrom gospodarstva, financija i industrije u vladi premijera Lionela Jospina. Nakon parlamentarnih izbora, 2002. je ponovno postao zastupnik IV. izborne jedinice departmana Seine-Maritime. 2006. godine kandidirao se na predizborima Socijalističke stranke za predsjedničke izbore 2007., ali je pobjedu odnijela Ségolène Royal.
Dne 16. svibnja 2012. godine imenovan je ministrom vanjskih poslova u prvoj vladi Jean-Marca Ayraulta, a svoju je ministarsku funkciju zadržao i prilikom imenovanja druge vlade Ayraulta, nakon parlamentarnih izbora održanih u lipnju 2012. Dne 2. travnja 2014. imenovan je ministrom vanjskih poslova i međunarodnog razvoja u vladi Manuela Vallsa.

## Vanjske poveznice
- Službena stranica Laurenta Fabiusa  Arhivirana inačica izvorne stranice od 15. lipnja 2013. (Wayback Machine)
- Službena stranica Socijalističke stranke